# Озілья
Озілья (італ. Osiglia, ліг. Oseria) — муніципалітет в Італії, у регіоні Лігурія, провінція Савона.
Озілья розташована на відстані близько 440 км на північний захід від Рима, 60 км на захід від Генуї, 23 км на захід від Савони.

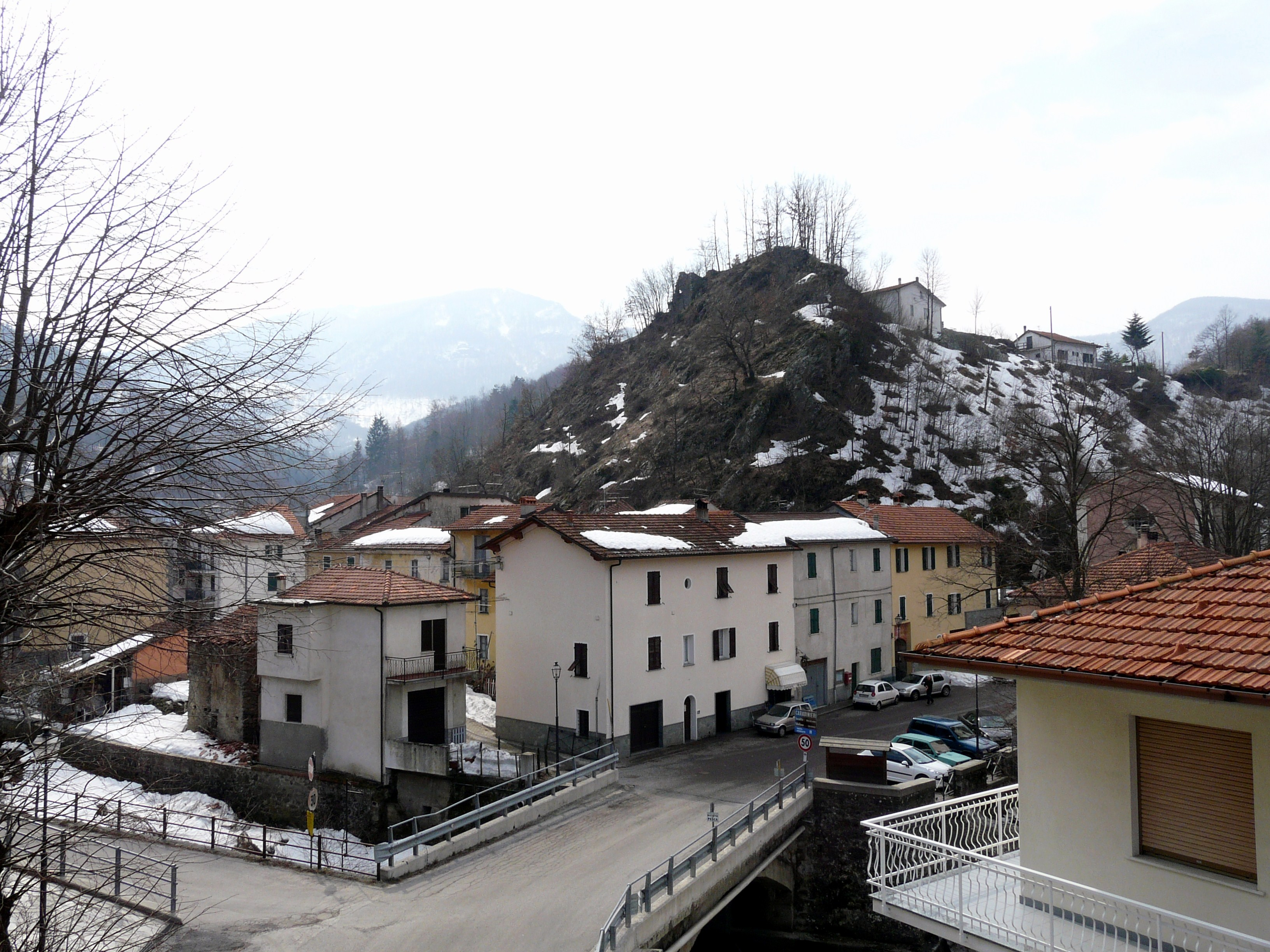

Населення — 456 осіб (2014).

## Демографія
Населення за роками:

Станом на 1 січня 2023 року в муніципалітеті офіційно проживало 70 іноземців з 16 країн, серед них 31 громадянин країн Євросоюзу та 11 громадян України.

## Сусідні муніципалітети
- Борміда
- Каліццано
- Міллезімо
- Муріальдо
- Палларе
- Ріальто